# Rhopalosiphum esculentum
Rhopalosiphum esculentum är en insektsart. Rhopalosiphum esculentum ingår i släktet Rhopalosiphum och familjen långrörsbladlöss. Inga underarter finns listade i Catalogue of Life.